# Oberwahn
Oberwahn ist ein Ortsteil der Gemeinde Much im Rhein-Sieg-Kreis. 

## Lage
Oberwahn liegt im Wahnbachtal an der Bundesstraße 56. Nachbarorte sind Wellerscheid im Nordosten, Altenhof im Osten, Niederwahn im Südwesten und Heinenbusch im Nordwesten.

## Geschichte
1901 war Oberwahn ein Dorf mit 88 Einwohnern. Verzeichnet waren die Haushalte Joh. Büth, Wilhelm Frings, August, Franz Peter, Joh. Martin, Witwe Joh. Peter und Justin Hess, Peter Josef Höhner, Joh. Peter Manz, Heinrich Josef, Joh. Peter und Peter Josef Schumacher, Peter Josef Sommerhäuser, Josef Strunden, Peter Wieser und Witwe Heinrich Josef Wippermann. Bis auf den Schuster Frings waren alle im Dorf Ackerer.

## Dorfleben
Ein Erntewagen aus dem Dorf nimmt jährlich am Erntedankfest in Wellerscheid statt.